# Occidenchthonius duecensis
Espèce
Occidenchthonius duecensis est une espèce de pseudoscorpions de la famille des Chthoniidae.

## Distribution
Cette espèce est endémique du Centre au Portugal. Elle se rencontre dans la grotte Gruta do Soprador do Carvalho à Penela.

## Description
La femelle holotype mesure 1,60 mm

## Étymologie
Son nom d'espèce, composé de duec[a] et du suffixe latin -ensis, « qui vit dans, qui habite », lui a été donné en référence au lieu de sa découverte, le Sistema Espeleológico do Dueça.

## Publication originale
- Zaragoza & Reboleira, 2018 : Five new hypogean Occidenchthonius (Pseudoscorpiones: Chthoniidae) from Portugal. Journal of Arachnology, vol. 46, no 1, p. 81–103 (texte intégral).